# Rata de queixals amples
La rata de queixals amples (Mastacomys fuscus) és una espècie de rosegador de la família dels múrids. És endèmica d'Austràlia. Es tracta d'un animal majoritàriament nocturn que s'alimenta d'herba, fulles, llavors, fongs i l'escorça d'arbres. Ocupa una gran varietat d'hàbitats. Està amenaçada per la depredació per gats i guineus, així com els incendis. El seu nom específic, fuscus, significa ‘fosc’ en llatí.